# Lista światowego dziedzictwa UNESCO w Kazachstanie
Lista światowego dziedzictwa UNESCO w Kazachstanie – lista miejsc w Kazachstanie wpisanych na listę światowego dziedzictwa UNESCO, ustanowionej na mocy Konwencji w sprawie ochrony światowego dziedzictwa kulturowego i naturalnego, przyjętej przez UNESCO na 17. sesji w Paryżu 16 listopada 1972 i ratyfikowanej przez Kazachstan 29 kwietnia 1994 roku.
Obecnie (stan na 2023 rok) na liście znajduje się 5 obiektów: 3 dziedzictwa kulturowe oraz 2 o charakterze przyrodniczym.
Na kazachstańskiej liście informacyjnej UNESCO – liście obiektów, które Kazachstan zamierza rozpatrzyć do zgłoszenia do wpisu na listę światowego dziedzictwa – znajduje się 14 obiektów (stan na 2023 rok).

## Obiekty na liście światowego dziedzictwa UNESCO
Poniższa tabela przedstawia kazachstańskie obiekty na liście światowego dziedzictwa UNESCO:
Nr ref. – numer referencyjny UNESCO;
Obiekt – polskie tłumaczenie nazwy wpisu na liście wraz z jej angielskim oryginałem;
Położenie – miasto, obwód; współrzędne geograficzne;
Typ – klasyfikacja według Komitetu Światowego Dziedzictwa:
- kulturowe (K)
- przyrodnicze (P)
- kulturowo-przyrodnicze (K,P)

Rok wpisu – roku wpisu na listę i rozszerzenia wpisu
Opis – krótki opis obiektu wraz z informacjami o jego zagrożeniu.
     Wpisy transgraniczne
| Nr ref. | Obiekt | Zdjęcie | Położenie                                                                    | Typ                | Rok  | Opis |
| ------- | --- | ------- | ---------------------------------------------------------------------------- | ------------------ | ---- | --- |
| 1103    | Mauzoleum Chodży Ahmada Jasawiego Mausoleum of Khoja Ahmed Yasawi                                                      |         | Turkiestan Obwód turkiestański 43°17′51,5″N 68°16′15,8″E/43,297644 68,271042 | K (i)(iii)(iv)     | 2003 | Mauzoleum zostało wzniesione w latach 1389–1405 dla Chodży Ahmada Jasawiego, z rozkazu Timura. Budowy nigdy nie ukończono, gdyż po śmierci władcy zaniechano budowy. Od 1991 roku mauzoleum jest oficjalnym miejscem kultu Chodży Ahmada Jasawiego oraz celem pielgrzymek. |
| 1145    | Petroglify w krajobrazie archeologicznym Tamgały Petroglyphs of the Archaeological Landscape of Tanbaly                |         | Obwód ałmacki 43°48′12″N 75°32′06″E/43,803333 75,535000                      | K (iii)            | 2004 | Rezerwat archeologiczny w południowym Kazachstanie. Na jego terenie znajduje się ok. 5000 rysunków naskalnych, datowanych na okres średniego oraz późnego brązu. Petroglify przedstawiają zwierzęta oraz sceny religijne. |
| 1102    | Saryarka: step i jeziora północnego Kazachstanu Saryarka – Steppe and Lakes of Northern Kazakhstan                     |         | Obwód ałmacki 50°26′00″N 69°11′20″E/50,433333 69,188889                      | P (ix)(x)          | 2008 | Saryarka obejmuje dwa rezerwaty przyrody – Korgałżyn oraz Nauyrzym. Stepy oraz jeziora są siedliskiem dla wielu zagrożonych gatunków zwierząt m.in.: bielik wschodni, pelikan kędzierzawy, suhak stepowy oraz żuraw biały. |
| 1442    | Jedwabny Szlak: sieć dróg w korytarzu Chang’an – Tienszan Silk Roads: the Routes Network of Chang'an-Tianshan Corridor |         | Obwód ałmacki Obwód żambylski 45°39′56″N 80°15′38″E/45,665556 80,260556      | K (ii)(iii)(v)(vi) | 2014 | Odcinek rozległej sieci dróg Jedwabnego Szlaku o długości 5 tys. km, biegnący z Xi’an (dawnej stolicy Chin za panowania dynastii Han i Tang) do Siedmiorzecza w Azji Środkowej, który powstał w okresie od II p.n.e. do I w. n.e. i był w użyciu do XVI w. Wpis transgraniczny wraz z Chinami i Kirgistanem obejmuje 33 miejsca położone wzdłuż szlaku, m.in. ośrodki miejskie i dworskie, osady handlowe, świątynie buddyjskie, starożytne drogi, zajazdy pocztowe, przełęcze, wieże strażnicze, odcinki Wielkiego Muru, fortyfikacje, grobowce i budowle sakralne. Na terenie Kazachstanu wpis obejmuje osiem miast. |
| 1490    | Zachodni Tienszan Western Tien-Shan                                                                                    |         | Obwód turkiestański 42°19′21″N 70°14′32″E/42,322500 70,242222                | P (x)              | 2016 | Wpis transgraniczny wraz z Kirgistanem i Uzbekistanem obejmuje obszar zachodniego Tienszanu o zróżnicowanym krajobrazie i wyjątkowo bogatej florze i faunie. Wysokość szczytów górskich w Tienszanie Zachodnim, waha się od 700 do 4503 metrów. |

## Obiekty na kazachstańskiej liście informacyjnej UNESCO
Poniższa tabela przedstawia obiekty na kazachstańskiej liście informacyjnej UNESCO:
Nr ref. – numer referencyjny UNESCO;
Obiekt – polska nazwa obiektu wraz z jej angielskim oryginałem na kazachstańskiej liście informacyjnej;
Położenie – miasto, obwód; współrzędne geograficzne;
Typ – klasyfikacja według zgłoszenia:
- kulturowe (K),
- przyrodnicze (P),
- kulturowo–przyrodnicze (K,P);

Rok wpisu – roku wpisu na listę informacyjną;
Opis – krótki opis obiektu wraz z informacjami o jego zagrożeniu.
| Nr ref. | Obiekt                                                                                                   | Zdjęcie | Położenie                                                                                                   | Typ                 | Rok  | Opis |
| ------- | --- | ------- | --- | ------------------- | ---- | --- |
| 1131    | Tureckie sanktuarium Merke Turkic sanctuary of Merke                                                     |         | Merke Obwód żambylski 42°51′48″N 73°10′27″E/42,863333 73,174167                                             | K, P                | 1998 | Kompleks grobowy i rytualny reprezentujący różne etapy historii ludów tureckich, począwszy od plemion koczowniczych, a skończywszy na Pierwszym kaganacie tureckim. Znajduje się na wysokości ok. 3000 m n.p.m. Ze względu trudną dostępność, sanktuarium zachowało się w nienaruszonym stanie.                                     |
| 1681    | Północny Tienszan Northern Tyan-Shan (Ile-Alatau State National Park)                                    |         | Obwód ałmacki 43°05′00″N 77°05′00″E/43,083333 77,083333                                                     | P (x)               | 2002 | Park narodowy położony w północnej części gór Tienszan i obejmujący teren o powierzchni 199 703 ha. Znajduje się na wysokości ponad 3000 m n.p.m. Został założony w 1996 roku, w celu ochrony zwierząt przed kłusownikami. |
| 6496    | Pustynie Turanu (Kazachstan) Cold winter deserts of Turan (Kazakhstan)                                   |         | Obwód ałmacki Obwód kyzyłordyński                                                                           | P (ix)(x)           | 2021 | Jest to część międzynarodowego wpisu obejmującego ekosystem pustyń chłodnych, położonych w Azji Środkowej. Są one domem dla wielu zagrożonych gatunków zwierząt m.in.: gazeli czarnoogonowej oraz suhaka stepowego. Wpis transgraniczny z Turkmenistanem oraz Uzbekistanem.                                                         |
| 6558    | Abyłajkit Abylaikit Monastery                                                                            |         | Obwód wschodniokazachstański 49°27′24″N 82°34′15″E/49,456667 82,570833                                      | K (iii)             | 2021 | Buddyjski klasztor Abyłajkit został założony w 1650 roku. W 1670 roku został zniszczony w wyniku wojen domowych toczących się w Chanacie Dżungarskim, jednak już rok później został odbudowany i do 1720 roku odprawiano w nim nabożeństwa.                                                                                         |
| 6560    | Krajobraz kulturowy Ułytau Cultural Landscape of Ulytau                                                  |         | Obwód ułytauski 48°38′39″N 66°56′46″E/48,644167 66,946111                                                   | K (v)               | 2021 | Masyw górski Ułytau przez wieku był domem dla Oguzów oraz Kipczaków. Wraz z przybyciem Mongołów obszar ten, stał się miejscem pochówku potomków Czyngis-chana i władców Złotej Ordy. Krajobraz kulturowy obejmuje pozostałości starożytnych osad, fortyfikacji oraz kurhanów.                                                       |
| 6562    | Petroglify Arpaözen Petroglyphs within the Archaeological Landscape of Arpauzen                          |         | Obwód turkiestański 43°50′00″N 68°50′00″E/43,833333 68,833333                                               | K (ii)(iii)         | 2021 | Arpaözen obejmuje pozostałości starożytnych osad, cmentarzy oraz 30 miejsc z petroglifami. Pochodzą one z późnego brązu oraz wczesnego żelaza. Przedstawiają one wizerunki zwierząt, głównie wielbłądów, koni i byków. |
| 6563    | Petroglify Eszkyölmes Petroglyphs within the Archaeological Landscape of Eshkiolmes                      |         | Obwód ałmacki 44°50′00,0″N 78°30′00,0″E/44,833330 78,500000                                                 | K (iii)             | 2021 | Eszkyölmes jest jednym z największych i najlepiej zachowanych zbiorów petroglifów w Kazachstanie. Łącznie znajduje się tutaj 4000 rysunków naskalnych. Przedstawiają one sceny bitew, polowań oraz codziennego życia społeczności koczowniczej.                                                                                     |
| 6564    | Petroglify Kułżabasy Petroglyphs within the Archaeological Landscape of Kulzhabasy                       |         | Obwód żambylski                                                                                             | K (iii)             | 2021 | Najstarsze petroglify Kułżabasy datowane są na okres 3–2 tysiąclecie p.n.e., a najmłodsze na XIV wiek n.e. Zostały one odkryte w 2000 roku. Rysunku naskalne przedstawiają zwierzęta (byki oraz tury), a także koła oraz rydwany.                                                                                                   |
| 6565    | Petroglify Sauyskandyk Petroglyphs within the Archaeological Landscape of Sauyskandyk                    |         | Obwód kyzyłordyński                                                                                         | K (ii)(iii)         | 2021 | Petroglify Sauyskandyk pochodzą z różnych okresów historycznych. Najstarsze pochodzą z 2 tysiąclecia p.n.e., a najmłodsze datowane są na początek XX wieku n.e. Znajdują się one w górach Karatau. |
| 6566    | Skalne meczety na półwyspie Mangystau Rocky Mosques of Mangyshlak Peninsula                              |         | Obwód mangystauski                                                                                          | K (iii)             | 2021 | Wpis na listę informacyjną obejmuje 5 meczetów oraz przyległe nekropolie, zlokalizowane na półwyspie Mangystau. Najstarszy z nich pochodzi z VIII wieku, a najmłodszy z XX wieku. Meczety są popularnymi celami pielgrzymek muzułmańskich.                                                                                          |
| 6567    | Jedwabny szlak: wczesny okres (prehistoria) Silk Roads: Early Period (Prehistory)                        |         | Jesyk Obwód ałmacki 43°21′00″N 77°28′00″E/43,350000 77,466667 43°20′14,4″N 76°52′06,1″E/43,337331 76,868358 | K (ii)(iii)         | 2021 | Wpis na listę informacyjną obejmuje nekropolię Besszatyr, stanowisko archeologiczne Borałdaj oraz miasto Jesyk. Prezentują one dziedzictwa kulturowe ludu Saków. |
| 6568    | Jedwabny szlak: korytarz Fergana-Syr-daria Silk Roads: Fergana-Syrdarya Corridor                         |         | Obwód kyzyłordyński Obwód turkiestański 40°54′03″N 71°45′28″E/40,900833 71,757778                           | K (ii)(iii)(v)      | 2021 | Nominacja na listę informacyjną obejmuje 9 stanowisk archeologicznych położonych przy Jedwabnym Szlaku. Zlokalizowane są one przy drodze łączącej Kotlinę Fergańską z Jeziorem Aralskim oraz przy rzece Syr-daria. |
| 6569    | Jedwabny szlak: korytarz Wołga-Morze Kaspijskie Silk Roads: Volga-Caspian Corridor                       |         | Obwód atyrauski Obwód mangystauski Obwód zachodniokazachstański                                             | K (ii)              | 2021 | Wpis na listę informacyjną obejmuje fragment Jedwabnego Szlaku, łączącego Morze Aralskie z Morzem Kaspijskim oraz region zajmowany przez rzeki Ural i Wołga. Szlak handlowy przebiegał przez 2 wioski: Kyzyłkała oraz Sarajszyk założone w X wieku oraz splądrowane przez Mongołów w XIII wieku, a potem przez Kozaków w XVI wieku. |
| 6571    | Ustiurt: Krajobraz naturalny i pułapki myśliwskie Aran Ustyurt: Natural Landscape and Aran Hunting Traps |         | Obwód mangystauski 43°17′00″N 55°33′00″E/43,283333 55,550000                                                | K, P (iii)(v)(viii) | 2021 | Pułapki myśliwskie, zwane aran, były używane na płaskowyżu Ustiurt już w epoce brązu. Wykorzystywano je do polowań na suhaki stepowe oraz gazele czarnoogonowe. |